# Copa Australia 2022
La Copa Australia 2022 (Westfield FFA Australia Cup por razones de patrocinio) fue la 9.ª edición de esta competición anual de la Copa de Australia de fútbol. Inició el 11 de febrero con la rondas preliminares y finalizó el 1 de octubre de 2022. El campeón defensor fue Melbourne Victory, que ganó su segundo título de copa la temporada pasada; el ganador de este torneo fue Macarthur, que ganó su primer título y clasificó a la Copa AFC 2023-24.

## Calendario
El calendario fue anunciado los días previos al inicio de la competición.
| Ronda                  | Sorteo       | Fecha                    | Partidos | Equipos  |
| ---------------------- | ------------ | ------------------------ | -------- | -------- |
| Rondas preliminares    | —            | 11 de febrero–2 de julio | 718      | 750 → 32 |
| Dieciseisavos de final | 29 de junio  | 21 de julio–4 de agosto  | 16       | 32 → 16  |
| Octavos de final       | 3 de agosto  | 10–17 de agosto          | 8        | 16 → 8   |
| Cuartos de final       | 17 de agosto | 27–31 de agosto          | 4        | 8 → 4    |
| Semifinales            | 31 de agosto | 11–14 de septiembre      | 2        | 4 → 2    |
| Final                  | —            | 1 de octubre             | 1        | 2 → 1    |

## Equipos
Un total de 32 equipos participaron en la competición final de la Copa Australia 2022.
Clubes de la A-League representaron el más alto nivel en el sistema de ligas de Australia, mientras que los clubes miembros de las federaciones vinieron desde el nivel 2 y debajo. 
| Clubes de la A-League           | Clubes de la A-League      | Clubes de la A-League  | Clubes de la A-League | Clubes de la A-League |
| ------------------------------- | -------------------------- | ---------------------- | --------------------- | --------------------- |
| Adelaide United                 | Brisbane Roar              | Central Coast Mariners | Macarthur             | Melbourne City        |
| Melbourne Victory               | Newcastle Jets             | Sydney                 | Wellington Phoenix    | Western United        |
| Clubes miembros de federaciones |                            |                        |                       |                       |
| Monaro Panthers (2)             | Bonnyrigg White Eagles (3) | NWS Spirit (3)         | Sydney United 58 (2)  | Wollongong United (6) |
| Broadmeadow Magic (2)           | Newcastle Olympic (2)      | Mindil Aces (2)        | Brisbane City (2)     | Logan Lightning (2)   |
| Magpies Crusaders United (3)    | Peninsula Power (2)        | Adelaide City (2)      | Modbury Jets (3)      | Devonport City (2)    |
| Avondale FC (2)                 | Bentleigh Greens (2)       | Green Gully (2)        | Heidelberg United (2) | Oakleigh Cannons (2)  |
| Armadale SC (2)                 | Cockburn City (2)          |                        |                       |                       |

## Rondas preliminares
Los equipos de las federaciones miembro compitieron en varias rondas preliminares estatales para ganar uno de los 22 lugares en la competencia propiamente dicha (en los dieciseisavos de final). Todos los clubes australianos fueron elegibles para ingresar al proceso de clasificación a través de su respectiva federación miembro; sin embargo, solo se permitió la entrada a la competencia a un equipo por club (no se permitió equipos filiales). Las rondas preliminares operaron dentro de una estructura nacional consistente en la que la entrada de los clubes a la competencia se escalonó en cada estado/territorio, determinado por el nivel en el que se encontró el club en el sistema de ligas de fútbol de Australia. Esto finalmente llevó a la ronda clasificatoria 7 con los clubes ganadores de esa ronda entrando directamente en a los dieciseisavos de final.
Debido a que no hubo campeón de la NPL el año anterior, se asignó un espacio adicional a Victoria solo para esta edición.
Además, los ocho clubes mejor clasificados de la A-League de la temporada 2021-22 obtuvieron la clasificación automática para los dieciseisavos de final. Los cuatro equipos restantes entraron en una serie de play-offs para determinar las dos posiciones restantes.
| Federación                  | Competición asociada | Clasificados a 16avos de final |
| --------------------------- | -------------------- | ------------------------------ |
| Football Australia          | A-League             | 10                             |
| Capital Football (ACT)      | Federation Cup (ACT) | 1                              |
| Football NSW                | Waratah Cup          | 4                              |
| Northern NSW Football       | —                    | 2                              |
| Football Northern Territory | NT FFA Cup Final     | 1                              |
| Football Queensland         | —                    | 4                              |
| Football South Australia    | Federation Cup (SA)  | 2                              |
| Football Tasmania           | Milan Lakoseljac Cup | 1                              |
| Football Victoria           | Dockerty Cup         | 5                              |
| Football West (WA)          | State Cup            | 2                              |

## Dieciseisavos de final
El sorteo de los dieciseisavos de final fue el 29 de junio de 2022.
| Equipo 1                 | Resultado    | Equipo 2               |
| ------------------------ | ------------ | ---------------------- |
| Bentleigh Greens         | 2–1 (t. s.)  | Broadmeadow Magic      |
| Bonnyrigg White Eagles   | 0–5          | Oakleigh Cannons       |
| Mindil Aces              | 0–6          | Avondale               |
| Armadale                 | 2–5          | Modbury Jets           |
| Heidelberg United        | 1–3          | Brisbane Roar          |
| Brisbane City            | 3–1          | Cockburn City          |
| Adelaide City            | 1–0          | Logan Lightning        |
| Wollongong United        | 2–3          | Green Gully            |
| Magpies Crusaders United | 0–6          | Macarthur              |
| Newcastle Jets           | 0–2          | Adelaide United        |
| Sydney                   | 3–3 (3–1 p.) | Central Coast Mariners |
| Newcastle Olympic        | 0–1          | Melbourne City         |
| Peninsula Power          | 4–1          | NWS Spirit             |
| Devonport City           | 0–4          | Wellington Phoenix     |
| Sydney United 58         | 3–0          | Monaro Panthers        |
| Western United           | 2–1          | Melbourne Victory      |

## Octavos de final
El sorteo de los octavos de final fue el 3 de agosto de 2022, y los detalles de los partidos fueron confirmados dos días después.
| Equipo 1         | Resultado    | Equipo 2           |
| ---------------- | ------------ | ------------------ |
| Modbury Jets     | 0–4          | Macarthur          |
| Bentleigh Greens | 1–2          | Sydney             |
| Sydney United 58 | 1–1 (4–3 p.) | Western United     |
| Peninsula Power  | 2–1          | Green Gully        |
| Adelaide City    | 2–2 (1–4 p.) | Adelaide United    |
| Melbourne City   | 1–2          | Wellington Phoenix |
| Oakleigh Cannons | 5–3 (t. s.)  | Brisbane City      |
| Avondale         | 2–2 (1–4 p.) | Brisbane Roar      |

## Fase final

### Cuadro de desarrollo
|  | Cuartos de final   | Cuartos de final   | Cuartos de final  |               |                          | Semifinales              | Semifinales           | Semifinales           |  |                  | Final            | Final        | Final        |  |
|  | 28 y 31 de agosto  | 28 y 31 de agosto  | 28 y 31 de agosto |               |                          | 11 y 14 de septiembre    | 11 y 14 de septiembre | 11 y 14 de septiembre |  |                  | 1 de octubre     | 1 de octubre | 1 de octubre |  |
|  |                    |                    |                   |               |                          |                          |                       |                       |  |                  |                  |              |              |  |
|  |                    |                    |                   |               |                          |                          |                       |                       |  |                  |                  |              |              |  |
|  | Peninsula Power    | Peninsula Power    | 0                 |               |                          |                          |                       |                       |  |                  |                  |              |              |  |
|  | Peninsula Power    | Peninsula Power    | 0                 |               |                          |                          |                       |                       |  |                  |                  |              |              |  |
|  | Sydney United 58   | Sydney United 58   | 1                 |               |                          |                          |                       |                       |  |                  |                  |              |              |  |
|  | Sydney United 58   | Sydney United 58   | 1                 |               | Sydney United 58 (t. s.) | Sydney United 58 (t. s.) | 3                     |                       |  |                  |                  |              |              |  |
|  |                    |                    |                   |               | Sydney United 58 (t. s.) | Sydney United 58 (t. s.) | 3                     |                       |  |                  |                  |              |              |  |
|  |                    |                    | Brisbane Roar     | Brisbane Roar | 2                        |                          |                       |                       |  |                  |                  |              |              |  |
|  | Adelaide United    | Adelaide United    | Brisbane Roar     | Brisbane Roar | 2                        | 1                        |                       |                       |  |                  |                  |              |              |  |
|  | Adelaide United    | Adelaide United    |                   |               |                          |                          |                       |                       |  |                  |                  |              |              |  |
|  | Brisbane Roar      | Brisbane Roar      | 2                 |               |                          |                          |                       |                       |  |                  |                  |              |              |  |
|  | Brisbane Roar      | Brisbane Roar      | 2                 |               |                          |                          |                       |                       |  | Sydney United 58 | Sydney United 58 | 0            |              |  |
|  |                    |                    |                   |               |                          |                          |                       |                       |  | Sydney United 58 | Sydney United 58 | 0            |              |  |
|  |                    |                    | Macarthur         | Macarthur     | 2                        |                          |                       |                       |  |                  |                  |              |              |  |
|  | Oakleigh Cannons   | Oakleigh Cannons   | Macarthur         | Macarthur     | 2                        | 2                        |                       |                       |  |                  |                  |              |              |  |
|  | Oakleigh Cannons   | Oakleigh Cannons   |                   |               |                          |                          |                       |                       |  |                  |                  |              |              |  |
|  | Sydney             | Sydney             | 1                 |               |                          |                          |                       |                       |  |                  |                  |              |              |  |
|  | Sydney             | Sydney             | 1                 |               | Oakleigh Cannons         | Oakleigh Cannons         | 2                     |                       |  |                  |                  |              |              |  |
|  |                    |                    |                   |               | Oakleigh Cannons         | Oakleigh Cannons         | 2                     |                       |  |                  |                  |              |              |  |
|  |                    |                    | Macarthur         | Macarthur     | 5                        |                          |                       |                       |  |                  |                  |              |              |  |
|  | Macarthur          | Macarthur          | Macarthur         | Macarthur     | 5                        | 2                        |                       |                       |  |                  |                  |              |              |  |
|  | Macarthur          | Macarthur          |                   |               |                          |                          |                       |                       |  |                  |                  |              |              |  |
|  | Wellington Phoenix | Wellington Phoenix | 0                 |               |                          |                          |                       |                       |  |                  |                  |              |              |  |
|  | Wellington Phoenix | Wellington Phoenix | 0                 |               |                          |                          |                       |                       |  |                  |                  |              |              |  |
|  |                    |                    |                   |               |                          |                          |                       |                       |  |                  |                  |              |              |  |

### Cuartos de final
El sorteo tuvo lugar el 17 de agosto de 2022.
| 28 de agosto   | Peninsula Power | 0 − 1   | Sydney United 58 | A.J. Kelly Park, Brisbane                                   |                                                             |
| 15:00 (UTC+10) |                 | Reporte | Fragogiannis 9'  | Asistencia: 1500 espectadores Árbitro(s): Christopher Beath | Asistencia: 1500 espectadores Árbitro(s): Christopher Beath |

| 31 de agosto   | Oakleigh Cannons        | 2 – 1   | Sydney      | Jack Edwards Reserve, Melbourne                             |                                                             |
| 19:30 (UTC+10) | - Dekker 6' - Lucas 31' | Reporte | Segecic 74' | Asistencia: 2142 espectadores Árbitro(s): Jonathan Barreiro | Asistencia: 2142 espectadores Árbitro(s): Jonathan Barreiro |

| 31 de agosto   | Adelaide United | 1 − 2   | Brisbane Roar            | ServiceFM Stadium, Adelaida                            |                                                        |
| 19:30 (UTC+10) | Ibusuki 42'     | Reporte | - O'Shea 7' - Austin 31' | Asistencia: 2511 espectadores Árbitro(s): Tim Danaskos | Asistencia: 2511 espectadores Árbitro(s): Tim Danaskos |

| 31 de agosto   | Macarthur              | 2 − 0   | Wellington Phoenix | Estadio Campbelltown, Sídney                           |                                                        |
| 19:30 (UTC+10) | - Toure 41' - Rose 88' | Reporte |                    | Asistencia: 1521 espectadores Árbitro(s): Daniel Elder | Asistencia: 1521 espectadores Árbitro(s): Daniel Elder |

### Semifinales
El sorteo tuvo lugar el 31 de agosto de 2022.
| 11 de septiembre | Sydney United 58                         | 3 – 2 (t. s.) | Brisbane Roar                     | Sydney United Sports Centre, Sídney                   |                                                       |
| 14:00 (UTC+10)   | - Bilic 24' - Antelmi 71' - Trifiro 105' | Reporte       | - Danzaki 13' - Austin 63' (pen.) | Asistencia: 3177 espectadores Árbitro(s): Adam Kersey | Asistencia: 3177 espectadores Árbitro(s): Adam Kersey |

| 14 de septiembre | Oakleigh Cannons         | 2 – 5   | Macarthur                                                         | Jack Edwards Reserve, Melbourne                           |                                                           |
| 19:30 (UTC+10)   | - Guest 24' - Dekker 81' | Reporte | - Dávila 44', 64' (pen.) - Arzani 45+4', 55' (pen.) - Hollman 58' | Asistencia: 5200 espectadores Árbitro(s): Lachlan Keevers | Asistencia: 5200 espectadores Árbitro(s): Lachlan Keevers |

### Final
| 1 de octubre   | Sydney United 58 | 0 – 2   | Macarthur                              | CommBank Stadium, Sídney                                 |                                                          |
| 19:45 (UTC+10) |                  | Reporte | - Toure 32' (pen.) - Dávila 90' (pen.) | Asistencia: 16 641 espectadores Árbitro(s): Daniel Elder | Asistencia: 16 641 espectadores Árbitro(s): Daniel Elder |

|                               |
| Bandera de Australia          |
| Campeón Macarthur 1.er título |

## Top goalscorers
| Pos. | Futbolista          | Club               | Goles |
| ---- | ------------------- | ------------------ | ----- |
| 1    | Al Hassan Toure     | Macarthur FC       | 5     |
| 2    | Liam Boland         | Avondale FC        | 4     |
| 2    | Joe Guest           | Oakleigh Cannons   | 4     |
| 4    | Daniel Arzani       | Macarthur FC       | 3     |
| 4    | Ulises Dávila       | Macarthur FC       | 3     |
| 4    | Wade Dekker         | Oakleigh Cannons   | 3     |
| 4    | Yuta Hirayama       | Brisbane City      | 3     |
| 4    | Lachlan Rose        | Macarthur FC       | 3     |
| 4    | Ben Waine           | Wellington Phoenix | 3     |
| 10   | Patrick Antelmi     | Sydney United 58   | 2     |
| 10   | Charlie Austin      | Brisbane Roar      | 2     |
| 10   | Daniel Clark        | Oakleigh Cannons   | 2     |
| 10   | Riku Danzaki        | Brisbane Roar      | 2     |
| 10   | Liston Diaz         | Avondale FC        | 2     |
| 10   | Josh Hope           | Green Gully        | 2     |
| 10   | Henry Hore          | Brisbane Roar      | 2     |
| 10   | Hiroshi Ibusuki     | Adelaide United    | 2     |
| 10   | Adriano Jelenovic   | Armadale SC        | 2     |
| 10   | Malakai Love-Semira | Peninsula Power    | 2     |
| 10   | Chris Lucas         | Oakleigh Cannons   | 2     |
| 10   | Nicolas Niagioran   | Oakleigh Cannons   | 2     |